# Vladimír Ježek mladší
Vladimír Ježek (23. dubna 1926, Praha – 6. listopadu 2011, Praha) byl český architekt.

## Život
Narodil se do rodiny architekta Vladimíra Ježka. Vystudoval Vysokou školu architektury a pozemního stavitelství, poté nastoupil do Pražského projektového ústavu, kde se setkal s architektem Alešem Bořkovcem.

## Dílo
- Sportovní hala Sparta (1961–1965), Praha 6-Bubeneč[2]
- Sídliště Novodvorská (1964–1969), Praha 4[1][3]